# 加州清光
加州清光（日语：かしゅうきよみつ，生年不詳—1687年（貞享4年））加州（金澤）的刀匠。正式名稱為加州金澤住長兵衛藤原清光。
加州金澤住長兵衛藤原清光為第六代「清光」，初代則名為「小次郎」並住在泉村（現在金澤市泉）。六代長兵衛清光原住在鍛治町之中，因為水災的關係，而改住到收容災民的非人小屋，並在此打造出數口名刀。
有一段時期，因為住在加賀藩主前田綱紀於寛文十年（1670年）設立的「窮民收容所」，因此讓他也被叫作「乞食清光」。貞享四年過世，是新刀時代的刀匠。
使用他打造的刀的名人分別有新撰組的沖田總司及東條英機。
由於新刀加州清光歷經數代，且加州以外也有其他同銘的刀匠，因此刀上就算有清光之名，也無法斷定是非人清光所做。
繼六代清光之後，七代清光也一樣住在小屋之中，但自八代以後，則是住在小立野土取場（現在金澤大学醫學系附近）鍛刀。
九代清光為藤江清次郎。藩末時代是当国代表性的刀匠，但在 明治九年因為懷才不遇而過世。
昭和42年4月7日，在金澤市笠舞町建立「非人清光碑」，碑上除了有非人清光之名，並有一個刀刃造型的碑石。

## 外部連結
- 東條英機閣下の軍刀・加州清光（旧日本帝国陸海軍軍刀アメブロ版 Military Swords 武州のブログ）（页面存档备份，存于）
- 「刀剣乱舞」一度は行きたい！刀の所在地とゆかりの地まとめ(非人清光碑)